# Vincenzo Boniforti
Vincenzo Boniforti (Vigevano, 1866 – Borgio Verezzi, 27 settembre 1904) è stato un pittore italiano.
Fu allievo del vigevanese Giovan Battista Garberini, di cui fu il più fedele discepolo, e quindi studente a Brera. Dopo il ritiro del maestro, divenne a sua volta direttore alla Scuola di Disegno e Decorazione dell'Istituto d'Arte Roncalli di Vigevano e partecipò a varie esposizioni d'arte con dipinti di ispirazione verista: "I due vecchi", esposto a Genova nel 1884, e ritratti di personaggi di famiglia, esposti a Torino nel 1891 e a Genova nel 1892. Nel 1896 decoró le volte delle cappelle di Sant’Ambrogio e di San Giuseppe nella collegiata di San Lorenzo a Mortara. Morì a Borgio Verezzi vicino a Savona a soli 38 anni cadendo da un'impalcatura per un sospetto malore.

## Opere

Vincenzo Boniforti, Ultima cena, Chiesa di San Michele Arcangelo, Olevano di Lomellina

Fra le sue opere su tela si conservano una pala d'altare raffigurante "San Fermo e Rustico", realizzata per il consorzio degli agricoltori della chiesa del Carmine (ora conservata presso la Curia vigevanese), la tela "I due vecchi", la tela "La famiglia Basletta" (ora nella pinacoteca civica di Vigevano), la piccola tavola "La marina" e la tela "Cola di Rienzo" (1884), conservata nella raccolta dell'ospedale di Vigevano. La sua attività è documentata anche da numerosi affreschi segnalati fra la Lombardia occidentale e la Liguria:
- a Vigevano nella chiesa di San Bernardo, sulla parete esterna di un'abitazione sita in corso Torino raffigurante "La Madonna del viandante" e in una sala dell'Ospedale Civile (ora ricoperti);
- a Garlasco (PV) nella chiesa della Santissima Trinità;
- a Quargnento (AL) nella basilica di San Dalmazio, affreschi delle volte e "Ultima cena";
- a Mattarana (SP) nella chiesa di San Giovanni Battista;
- a Olevano di Lomellina (PV) nella chiesa di San Michele Arcangelo ("Ultima cena");
- a Genova in una chiesa del quartiere Albaro e nello scalone del castello Meckenzie;
- a Chiavari (GE) su alcune ville.